# Una breve vacanza
Una breve vacanza is een Italiaanse dramafilm uit 1973 onder regie van Vittorio De Sica.

## Verhaal
Clara Mataro krijgt een longontsteking en gaat herstellen in een sanatorium. Ze laat haar afmattende baan in de fabriek en haar ondankbare familie achter. Het verblijf in het sanatorium is een verademing voor haar. Dan komt haar familie om haar op te halen.

## Rolverdeling
| Acteur            | Personage     |
| ----------------- | ------------- |
| Florinda Bolkan   | Clara Mataro  |
| Renato Salvatori  | Franco Mataro |
| Daniel Quenaud    | Luigi         |
| Adriana Asti      | Scanziani     |
| Hugo Blanco       | Zwager        |
| Christian De Sica | Mariani       |